# Rhamnidium pruinosum
Rhamnidium pruinosum là một loài thực vật có hoa trong họ Táo. Loài này được Ignatz Urban miêu tả khoa học đầu tiên năm 1924.

## Phân bố
Loài này được tìm thấy trong khu vực từ gần Baracoa đến núi El Yunque về phía bắc, về phía những ngọn đồi thông, tỉnh Oriente (nay thuộc tỉnh Guantánamo), cực đông Cuba.

## Mô tả
Cây bụi. Các lá kèm giữa các cuống lá hợp sinh hình trứng-hình mác, đỉnh cắt cụt, 2 gân lưng, các gân chạy dọc thành điểm nhọn, dài 1,5 mm. Lá mọc đối hoặc gần mọc đối, cuống lá dài 5–7 mm, hình xoan hoặc elip, đáy tù hoặc thuôn tròn, phần phía trước thuôn tròn, không hoặc hơi có khía răng cưa, dài 3,5-5,5 cm, rộng 1,5-2,5 cm, gân giữa ở mặt trên lõm, mặt dưới hơi dày và nổi lên. Các gân bên 8-11 đôi, tạo góc 40-50°, tổng thể song song, mặt trên hơi hoặc không nổi rõ, mặt dưới nổi rõ màu đỏ tía và với các gân con thanh mảnh kết nối chằng chịt với nhau, cả hai mặt rải rác có đốm, với các đốm ở mặt dưới nhỏ hơn và ít nổi hơn, mép nguyên hơi uốn ngược, mặt trên khi khô màu đen bóng, mặt dưới màu xám-tím-phấn trắng mờ đục, dạng da hoặc gần dạng da. Các cụm hoa ở nách lá, dài 1-1,5 cm, cuống đỡ dài 2-3,5 cm, dày 0,3 mm, dạng xim hoa một lần chia, các xim hoa bọ cạp xoắn ốc ít hoa; cuống hoa khi gần nở dài 3–4 mm, cuối cùng dài đến 6 mm và dày lên ở đỉnh. Hoa mẫu 5, hiếm khi mẫu 4. Đài hoa dài 2,5 mm; ống hình con quay ngắn; các thùy hình tam giác dài 1,5 mm. Các cánh hoa ép dẹp hình thoi ngắn, ở đỉnh không hoặc hầu như không khía răng cưa, dài 1,2 mm. Chỉ nhị dài 1 mm; bao phấn hình trứng ngắn, với phần nhọn đột ngột rất ngắn. Vòi nhụy dài gần 1 mm; đầu nhụy nhỏ. Bầu nhụy 2 ngăn dạng hình cầu ngắn; noãn trong mỗi ngăn đơn độc. Quả với đài hoa bền đỡ, hình trứng ngược ngắn, dài 7 mm, dày 6 mm, 1 hạt.